# Heleia pinaiae
Heleia pinaiae là một loài chim trong họ Zosteropidae.